# Nils Hampel
Nils Hampel (Marburgo, ...) è un ex giocatore di football americano tedesco, che ha giocato come offensive lineman.
Anche suo fratello Lars ha giocato a football americano.

## Palmarès
- 1 Europeo (2010)
- 1 Europeo Under-19 (2008)
- 1 ELF Championship Game (Frankfurt Galaxy, 2021)
- 1 EFL Bowl (Frankfurt Universe, 2016)